# Islands folkräkning 1703
Islands folkräkning 1703 (isländska: Manntalið 1703), var den första isländska, liksom en av världens första folkräkningar.
Folkräkningens genomförande kan tillskrivas Árni Magnússon och Páll Vídalín som fick i uppdrag av kung Fredrik IV av Danmark att undersöka den isländska befolkningssammansättningen.
År 2003 anordnade statistikmyndigheten Hagstofa Íslands och det isländska Nationalarkivet en minneskonferens för att uppmärksamma minnet av 1703 års folkräkning.

## Befolkningsdata
- Befolkning: 50 358
  - Män: 22 867
  - Kvinnor: 27 491[1][2][3]